# Daihatsu Applause
Daihatsu Applause - п`ятидверний хетчбек японської компанії Daihatsu, який вперше був представлений в 1989 році на Женевському автосалоні.

## Опис

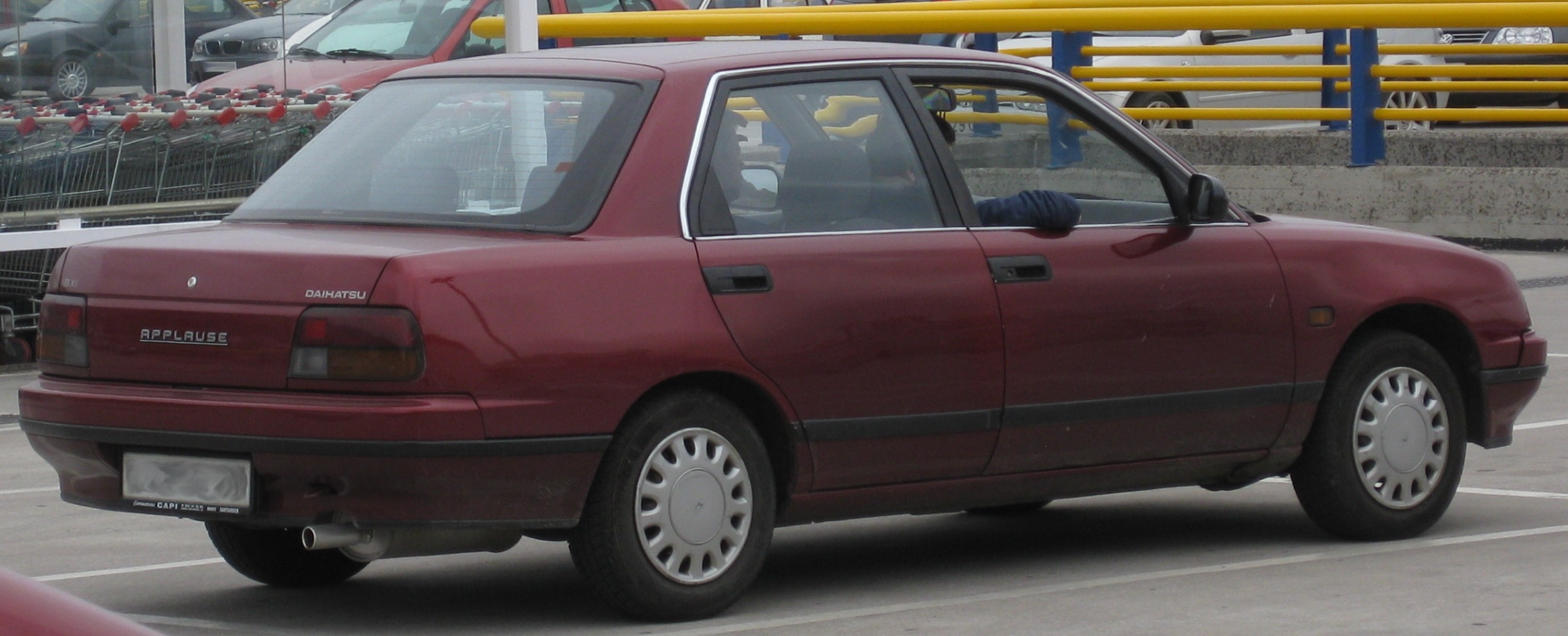

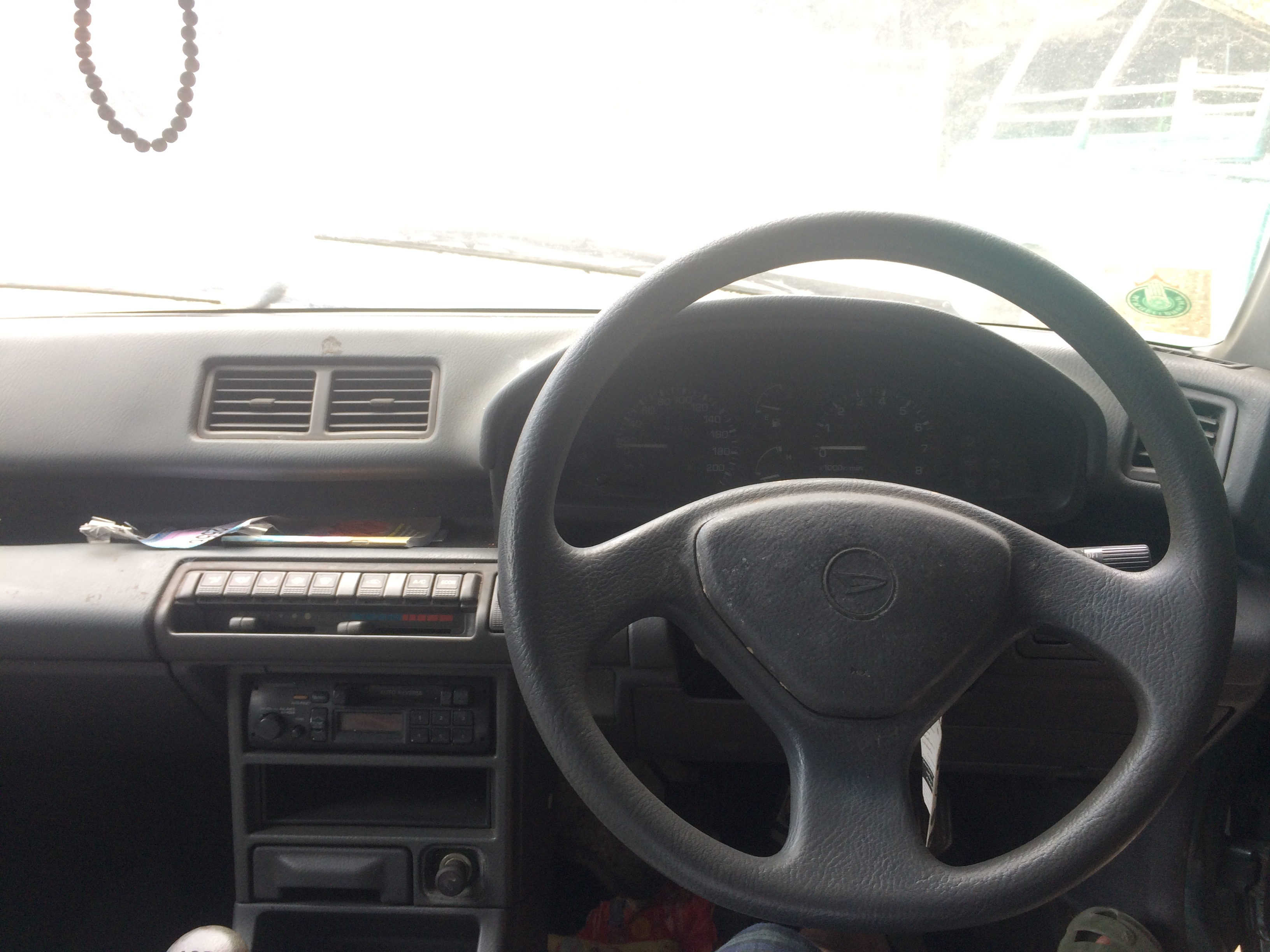
Салон

Прототип під кодовою назвою «MS-X90» був показаний на Женевському автосалоні в березні 1989 року, серійна версія отримала ім'я «Applause». На відміну від попередника, моделі Charmant, яка була зроблена на базі Toyota Corolla, Applause був розроблений власними силами Daihatsu. Продажі почалися в липні 1989 року.
Незабаром після дебюту відбулася кампанія по відкликанню машин через проблеми з автоматичною трансмісією і генератором. Пізніше ще одна - через проблеми з гальмівною системою і паливним баком, з яким був пов'язаний ряд інцидентів із загорянням автомобіля. Все це негативно позначилося на репутації моделі і викликало падіння продажів. Виробник виправив проблему в 1990 році, підкресливши поліпшення зміненою назвою - Applause θ (Theta). Також були зроблені зміни в лінійці комплектацій автомобіля.
Це не принесло належного ефекту і для пожвавлення продажів в липні 1992 року був проведений фейсліфтінг: з'явилася нова передня маска з іншими ґратами радіатора, збільшилися розміри переднього і заднього бамперів, змінилася форма заднього спойлера. Пізніше назва автомобіля було повернуто в просте «Applause».
У 1994 році повнопривідна версія 16Zi 4WD була знята з виробництва.
На той момент Daihatsu не могла дозволити собі розробити абсолютно нову модель, тому в 1997 році вирішили провести модернізацію ще раз. Представлений на Франкфуртському автосалоні у вересні 1997 року, Applause отримав оновлене оформлення передньої і задньої частин. У зовнішній обробці цієї версії переважав хром. Завдяки блискучій решітці (яка тепер стала об'єднаною з капотом), рамкам номерного знака, фар і блоків задніх ліхтарів автомобіль отримав майже британський вид. Інтер'єр також оновився: низька панель 80-х років поступилася місцем більш сучасної зі вставками з імітацією дерева. Подушки безпеки водія та пасажира стали стандартним обладнанням, в якості додаткової опції могла встановлюватися навігація.
Модернізація, однак, не допомогла вже застарілій моделі - продажі з року в рік тільки погіршувалися. У березні 2000 року виробництво було завершено. Altis, що з'явилася на внутрішньому ринку Японії в якості наступника, не була власною моделлю, а була модернізованою версією Toyota Camry Gracia, що випускається під маркою Daihatsu. Заміни на експортних ринках представлено не було.

## Двигуни
- 1.6 L HD-F I4 91/97 к.с.
- 1.6 L HD-E I4 90-120 к.с. 123-140 Нм